# 保加利亞語維基百科
保加利亞語維基百科是維基百科協作計劃的保加利亞語版本，由非營利組織──維基媒體基金會維持負責。目前為各語言維基百科計劃中，規模排名第25（依條目量計算）的維基百科。計劃開始於2001年，至2010年3月為止已有超過93,800個條目。

## 外部連結
- 保加利亞語維基百科（页面存档备份，存于）